# Legione Redenta di Siberia
La Legione Redenta di Siberia fu un reparto del Regio Esercito organizzato nella concessione italiana di Tientsin alla fine della prima guerra mondiale, composto da ex prigionieri di guerra austro-ungarici di etnia italiana. Fu parte del corpo di spedizione italiano in Estremo Oriente nel corso dell'intervento in Siberia degli Alleati.

## Storia
Oltre 25.000 soldati di etnia italiana dell'esercito dell'Impero austro-ungarico furono fatti prigionieri sul fronte russo nei primi anni della "Grande guerra". Molti di loro furono aiutati dalle autorità italiane a uscire dai campi di concentramento della Russia, una volta qualificatisi come "italiani" e non più "austro-ungarici".
Un notevole contingente di questi militari, calcolato in circa 10.000, evitò la guerra civile russa tra sovietici e zaristi, scoppiata dopo la Rivoluzione del 1917, andando fino in Cina e raggiungendo la piccola colonia del Regno d'Italia detta "Concessione italiana di Tientsin".
Alcuni di questi "ex-prigionieri irredenti" decisero di combattere sotto la bandiera dell'Italia e furono arruolati nella Legione Redenta, guidata dal maggiore dei carabinieri reali Cosma Manera.
Infatti nei primi mesi dell'estate del 1918 arrivarono a Tientsin inizialmente oltre 900 militari "irredenti" (principalmente del Trentino e della Venezia Giulia-Dalmazia), provenienti dalla Russia europea usando la ferrovia Transiberiana.
Questi soldati, che raggiunsero poi il numero di circa 2.500, furono inquadrati nella Legione Redenta di Siberia e furono uniti ad alcuni battaglioni di Alpini, venuti dall'Italia via mare, per costituire il corpo di spedizione italiano in Estremo Oriente, basato a Tientsin.
Questo corpo di spedizione combatté nell'estate 1919 per mantenere attiva la ferrovia transiberiana in Manciuria, che serviva agli Alleati per approvvigionare i "bianchi" russi contro i sovietici.
Nei combattimenti si distinse un gruppo di militari redenti originari di Zara, insigniti successivamente.
Questi Dalmati italiani di Zara nel giugno 1918, provenienti dalla Siberia russa, arrivarono a Tientsin, furono inquadrati nel battaglione degli "Irredenti" (detto "battaglione nero", dal colore delle mostrine) e vennero aggregati al Corpo. Nell'agosto successivo prestarono giuramento di fedeltà al Regno d'Italia e sino al giugno 1919 combatterono sul fronte siberiano contro i bolscevichi in località Irkutsk, Harbin e Vladivostok.
Infine, a novembre 1919 s'imbarcarono per rientrare in Italia, ma solo l'8 febbraio 1920 riapprodarono a Zara, dopo cinque anni e mezzo di assenza. Il Ministero della guerra concesse a sette di questi Dalmati italiani un "Encomio solenne", ed a tre di loro (Antonio Matessi ed altri due zaratini) anche la croce al merito di guerra.
Il maggiore Cosma Manera guidò la "Legione Redenta" in estremo oriente fino al 1920, quando la legione fu finalmente rimpatriata in Italia via mare, ricevendo massimi elogi dalle autorità italiane.

### Brigata Savoia
Una vicenda peculiare della "Legione Redenta" fu quella della cosiddetta Brigata Savoia di Andrea Compatangelo. Costui era un commerciante italiano radicato nella Russia zarista che decise di organizzare "motu proprio" una brigata di ex-prigionieri austriaci di etnia italiana dichiaratisi irredenti e di raggiungere con loro la Concessione italiana di Tientsin, attraversando la Siberia in treno e combattendo assieme alla Legione Ceca.
La vicenda di Compatangelo, che nel suo treno armato sembra essere stato assistito da una crocerossina nobile della famiglia Romanov, ha ricordato ad alcuni critici e personaggi cinematografici (come Nanni Moretti) delle scene della celebre pellicola vincitrice di Oscar Il Dottor Živago.